# Raté
Raté est une nouvelle d’Anton Tchekhov.

## Historique
Raté est initialement publié dans la revue russe Les Éclats numéro 2, du 11 janvier 1886, signée A.Tchékhonté. Aussi traduit en français sous le titre Le coup a manqué. 

## Résumé
Ilia Péplov et sa femme Cléopâtre écoutent à la porte de leur fille Natalia en conversation avec Chtchoupkine, son professeur de cours complémentaire : ils parlent d’amour.
« Ça mord », pense Péplov, espérant marier sa fille. Lui et sa femme ont prévu de rentrer par surprise dans la chambre avec l’icône à la main. Il les bénira, et ainsi Chtchoupkine ne pourra pas se dégager, la bénédiction par l’icône étant inviolable.
Au moment où Natalia permet à Chtchoupkine de lui baiser la main, Péplov rentre et les bénit. Chtchoupkine pense : « Je suis fait ! Ils m’ont ficelé ». Péplov se retourne vers sa femme et s’aperçoit qu’elle a pris le portrait de Lajetchnikov au lieu de l’icône : c’est raté ! Chtchoupkine en profite pour s’éclipser, heureux d'avoir échappé au mariage.

## Édition française
- Raté, traduit par Madeleine Durand et Édouard Parayre, révision de Lily Dennis, Bibliothèque de la Pléiade, éditions Gallimard, 1967  (ISBN 978 2 07 0105 49 6).